# 恩田美栄
恩田 美栄（おんだ よしえ、1982年12月13日 - ）は、愛知県名古屋市出身で日本女子のフィギュアスケートコーチ。元プロフィギュアスケーター、元アマチュア・フィギュアスケート選手（女子シングル）。
主な競技実績に2002年ソルトレイクシティオリンピック女子シングル日本代表（17位）、2002年世界選手権5位。2002年ボフロスト杯・NHK杯各優勝、2002年全日本選手権・2005年四大陸選手権各2位など。

## 人物
名古屋市立自由ヶ丘小学校、名古屋市立千種台中学校、東海女子高校、東海学園大学卒業。
東海学園大学の職員をしながら競技を続行し2006-2007シーズンをもって引退した。演技が終わった後の大きなガッツポーズと笑顔がファンに強い印象を残した。現在は「スペリオール愛知FSC」でコーチ業に専念している。
高さのあるダイナミックなジャンプを武器としていた。大学に入ってから3回転アクセルに取り組み始め、競技での成功はなかったものの、ソルトレイクシティオリンピックのフリースケーティングでも挑戦した。身体が固く柔軟性に乏しいため、スパイラルやスピンは苦手としていた。

## 経歴
5歳でスケートを始め、8歳のときグランプリ東海クラブに移り山田満知子コーチの指導を受けた。1997-1998シーズンから1999-2000シーズンにかけて全日本ジュニア選手権で3年連続2位。世界ジュニア選手権にも1998年大会、1999年大会と2季連続で出場したが、1998年大会は公式練習中に疲労骨折して途中棄権した。

### ソルトレイクシティ五輪出場・17位
1999-2000シーズンの全日本選手権では4位止まりだったが、同シーズン初出場の四大陸選手権で5位となる。四大陸選手権で日本女子シングル代表としては村主章枝（4位）より下位だったものの、フリースケーティングの内容が評価され、1枠しかなかった世界フィギュア選手権代表の座を勝ち取る。恩田にとって初の出場だった2000年世界選手権では、総合12位に入った。
2000-2001シーズンの全日本選手権では自身初めての表彰台となる3位に入る。さらに四大陸選手権でも3位で銅メダルを獲得。但し四大陸選手権は村主が優勝し、また2001年世界選手権の日本女子代表は1枠のみのため、恩田の2年連続の世界選手権選出はならなかった。
2001-2002シーズン、ISUグランプリシリーズ（GPシリーズ）で2戦続けて2位となり、GPファイナルに初進出。同時にソルトレークシティオリンピック代表選出も内定した。しかしソルトレイクシティオリンピックのショートプログラムでは、コンビネーションジャンプの失敗が響き17位と大きく出遅れてしまう。フリースケーティングでも序盤でトリプルアクセルに挑むも転倒してしまい、他のジャンプはほぼ成功させたものの芸術点が伸びず、結局総合17位に終わった。

### 2002年世界選手権長野大会・5位入賞
しかし、2年ぶりに出場した自国・長野開催の2002年世界選手権では予選3位スタート、ショートプログラムでほぼ完璧な演技を披露し4位につける。最終者滑走だったフリースケーティングでは、3回転アクセルの着氷こそ失敗したものの、その後は大きなミスの無い演技でまとめて、結果総合5位入賞と健闘。もう1人の日本女子代表である村主が3位に入ったため、翌2003年世界選手権の女子シングル出場枠は、最大の3人に増えた。
2002-2003シーズンもGPシリーズではボフロスト杯・NHK杯で連続優勝するなど好成績を収め、GPファイナル進出も決めていた。全日本選手権では村主に次いで2位に入る。しかしその後、新調したスケート靴が足に合わずに足首などを故障してしまい、さらにケガの影響が長引いた為、四大陸選手権及び、GPファイナルの出場辞退を余儀なくされた（荒川静香が共に代替出場）。2003年世界選手権で久々の競技会復帰となったが、総合11位にとどまった。
2004-2005シーズンから練習拠点をアメリカに移し、オードリー・ウェイシガーの指導を受ける。4年連続でGPファイナルに進出する一方、全日本選手権では7位に沈んだ。2005年四大陸選手権では村主に次ぐ2位となった。
2005-2006シーズンからはカナダのトロントに練習拠点を移し、ジョゼ・シュイナールに師事した。全日本選手権では完璧な演技を披露し4位だったものの、トリノオリンピック出場を逃した。四大陸選手権代表に選出されたが「（故障などはないが）試合をやる気持ちになっていない」と辞退する。その後2006年世界選手権は、トリノ五輪金メダリストの荒川が辞退したため急遽繰り上がりで3年ぶりの代表選出となり、調整不足ながらも総合11位となった。
2006-2007シーズン、地元名古屋で行われた全日本選手権は5位に終わり、自国東京で開催の2007年世界選手権の代表入りは果たせなかった。2007年四大陸選手権の出場（6位）を最後に、2007年4月1日にアマチュアからの引退を表明した。

### 現役引退後
現役引退後は、プリンスアイスワールドを中心にプロスケーターとして活動した。2007年6月からは、モリコロパーク・アイスリンクを拠点に指導者としての活動も始めた。2008年5月に「スペリオール愛知FSC」を正式に立ち上げ、2009年からはコーチ業に専念した。今後は全日本選手権などキス・アンド・クライの座席に、コーチとして選手と共に座る事を目標にしている。

## 主な戦績
| 大会/年              | 96-97 | 97-98 | 98-99 | 99-00 | 00-01 | 01-02 | 02-03 | 03-04 | 04-05 | 05-06 | 06-07 |
| -------------------- | ----- | ----- | ----- | ----- | ----- | ----- | ----- | ----- | ----- | ----- | ----- |
| 冬季オリンピック     |       |       |       |       |       | 17    |       |       |       |       |       |
| 世界選手権           |       |       |       | 12    |       | 5     | 11    |       |       | 11    |       |
| 四大陸選手権         |       |       |       | 5     | 3     | 3     | 辞退  | 8     | 2     | 辞退  | 6     |
| 全日本選手権         |       |       |       | 4     | 3     |       | 2     | 4     | 7     | 4     | 5     |
| GPファイナル         |       |       |       |       |       | 5     | 辞退  | 5     | 5     |       |       |
| GPロシア杯           |       |       |       |       | 7     |       |       |       |       | 3     | 3     |
| GPスケートカナダ     |       |       |       |       |       |       |       |       | 2     |       | 7     |
| GPスケートアメリカ   |       |       |       |       |       |       |       |       |       | 3     |       |
| GPNHK杯              |       |       |       |       | 8     | 2     | 1     | 3     | 4     |       |       |
| GP中国杯             |       |       |       |       |       |       |       | 2     |       |       |       |
| GPエリック杯         |       |       |       |       |       |       | 2     |       |       |       |       |
| GPボフロスト杯       |       |       |       |       |       | 2     | 1     |       |       |       |       |
| 冬季ユニバーシアード |       |       |       |       |       |       |       |       | 1     |       |       |
| 世界Jr.選手権        |       | 棄権  | 17    |       |       |       |       |       |       |       |       |
| 全日本Jr.選手権      | 8     | 2     | 2     | 2     |       |       |       |       |       |       |       |
| JGPSBC杯             |       |       |       | 5     |       |       |       |       |       |       |       |
| JGPサルコウ杯        |       |       |       | 6     |       |       |       |       |       |       |       |
| JGP中国              |       |       | 1     |       |       |       |       |       |       |       |       |
| JGPソフィア杯        |       |       | 6     |       |       |       |       |       |       |       |       |

### 詳細
| 2006-2007 シーズン  |                                                              |          |          |          |
| 開催日              | 大会名                                                       | SP       | FS       | 結果     |
| 2007年2月7日-10日   | 2007年四大陸フィギュアスケート選手権（コロラドスプリングス） | 7 49.38  | 4 103.23 | 6 152.61 |
| 2006年12月27日-29日 | 第75回全日本フィギュアスケート選手権（名古屋）               | 4 58.62  | 5 104.68 | 5 163.30 |
| 2006年11月24日-26日 | ISUグランプリシリーズ ロシア杯（モスクワ）                   | 6 45.56  | 2 98.04  | 3 143.60 |
| 2006年11月2日-5日   | ISUグランプリシリーズ スケートカナダ（ビクトリア）           | 11 43.16 | 6 103.79 | 7 146.95 |

| 2005-2006 シーズン  |                                                                  |         |          |          |           |
| 開催日              | 大会名                                                           | 予選    | SP       | FS       | 結果      |
| 2006年3月19日-26日  | 2006年世界フィギュアスケート選手権（カルガリー）                 | 6 23.39 | 12 52.49 | 12 96.58 | 11 172.46 |
| 2005年12月23日-25日 | 第74回全日本フィギュアスケート選手権（東京）                     | -       | 4 62.20  | 2 123.86 | 4 186.06  |
| 2005年11月24日-27日 | ISUグランプリシリーズ ロシア杯（サンクトペテルブルク）           | -       | 3 47.56  | 3 94.84  | 3 142.40  |
| 2005年10月20日-23日 | ISUグランプリシリーズ スケートアメリカ（アトランティックシティ） | -       | 2 53.90  | 3 97.08  | 3 150.98  |

| 2004-2005 シーズン  |                                                      |         |          |          |
| 開催日              | 大会名                                               | SP      | FS       | 結果     |
| 2005年2月14日-20日  | 2005年四大陸フィギュアスケート選手権（江陵）         | 2 58.02 | 2 108.78 | 2 166.80 |
| 2005年1月12日-22日  | ユニバーシアード（インスブルック）                   | 3       | 1        | 1        |
| 2004年12月24日-26日 | 第73回全日本フィギュアスケート選手権（横浜）         | 5 58.28 | 8 87.59  | 7 145.87 |
| 2004年12月16日-19日 | 2004/2005 ISUグランプリファイナル（北京）            | 4 52.18 | 6 86.04  | 5 138.22 |
| 2004年11月4日-7日   | ISUグランプリシリーズ NHK杯（名古屋）                | 6 46.46 | 3 100.22 | 4 146.68 |
| 2004年10月28日-31日 | ISUグランプリシリーズ スケートカナダ（ハリファクス） | 3 52.16 | 2 99.38  | 2 151.54 |

| 2003-2004 シーズン  |                                                           |         |         |          |
| 開催日              | 大会名                                                    | SP      | FS      | 結果     |
| 2004年1月19日-25日  | 2004年四大陸フィギュアスケート選手権（ハミルトン）        | 7       | 7       | 8        |
| 2003年12月25日-26日 | 第72回全日本フィギュアスケート選手権（長野）              | 5       | 3       | 4        |
| 2003年12月11日-14日 | 2003/2004 ISUグランプリファイナル（コロラドスプリングス） | 4 54.50 | 6 98.50 | 5 153.00 |
| 2003年11月27日-30日 | ISUグランプリシリーズ NHK杯（旭川）                       | 3 56.38 | 3 98.04 | 3 154.42 |
| 2003年11月6日-9日   | ISUグランプリシリーズ 中国杯（北京）                      | 3 56.48 | 2 92.31 | 2 148.79 |

| 2002-2003 シーズン     |                                                          |      |    |    |      |
| 開催日                 | 大会名                                                   | 予選 | SP | FS | 結果 |
| 2003年3月24日-30日     | 2003年世界フィギュアスケート選手権（ワシントンD.C.）     | 4    | 12 | 15 | 11   |
| 2002年12月19日-22日    | 第71回全日本フィギュアスケート選手権（京都）             | -    | 1  | 3  | 2    |
| 2002年11月28日-12月1日 | ISUグランプリシリーズ NHK杯（京都）                      | -    | 1  | 1  | 1    |
| 2002年11月14日-17日    | ISUグランプリシリーズ ラリック杯（パリ）                 | -    | 1  | 2  | 2    |
| 2002年11月7日-10日     | ISUグランプリシリーズ ボフロスト杯（ゲルゼンキルヒェン） | -    | 2  | 1  | 1    |

| 2001-2002 シーズン     |                                                              |      |    |    |      |
| 開催日                 | 大会名                                                       | 予選 | SP | FS | 結果 |
| 2002年3月16日-24日     | 2002年世界フィギュアスケート選手権（長野）                   | 3    | 4  | 5  | 5    |
| 2002年2月9日-21日      | ソルトレイクシティオリンピック（ソルトレイクシティ）         | -    | 17 | 14 | 17   |
| 2002年1月21日-27日     | 2002年四大陸フィギュアスケート選手権（全州）                 | -    | 1  | 3  | 3    |
| 2001年12月14日-16日    | 2001/2002 ISUグランプリファイナル（キッチナー）              | -    | 6  | 6  | 5    |
| 2001年12月14日-16日    | 2001/2002 ISUグランプリファイナル（キッチナー）              | -    | 6  | 5  | 5    |
| 2001年11月29日-12月2日 | ISUグランプリシリーズ NHK杯（熊本）                          | -    | 4  | 2  | 2    |
| 2001年11月8日-11日     | ISUグランプリシリーズ スパルカッセン杯（ゲルゼンキルヒェン） | -    | 3  | 2  | 2    |

| 2000-2001 シーズン     |                                                            |    |    |      |
| 開催日                 | 大会名                                                     | SP | FS | 結果 |
| 2001年2月7日-10日      | 2001年四大陸フィギュアスケート選手権（ソルトレイクシティ） | 5  | 3  | 3    |
| 2000年12月8日-10日     | 第69回全日本フィギュアスケート選手権（長野）               | 2  | 3  | 3    |
| 2000年11月28日-12月3日 | ISUグランプリシリーズ NHK杯（旭川）                        | 9  | 8  | 8    |
| 2000年11月1日-5日      | ISUグランプリシリーズ スケートカナダ（ミシサガ）           | 7  | 7  | 7    |

| 1999-2000 シーズン   |                                                    |      |    |    |      |
| 開催日               | 大会名                                             | 予選 | SP | FS | 結果 |
| 2000年3月26日-4月2日 | 2000年世界フィギュアスケート選手権（ニース）       | 8    | 12 | 12 | 12   |
| 2000年2月21日-27日   | 2000年四大陸フィギュアスケート選手権（大阪）       | -    | 10 | 3  | 5    |
| 1999年12月24日-26日  | 第68回全日本フィギュアスケート選手権（福岡）       | -    | 6  | 3  | 4    |
| 1999年11月19日-21日  | ISUジュニアグランプリ SBC杯（長野）                | -    | 9  | 3  | 5    |
| 1999年11月4日-7日    | ISUジュニアグランプリ サルコウ杯（ストックホルム） | -    | 5  | 6  | 6    |

| 1998-1999 シーズン  |                                                        |    |    |      |
| 開催日              | 大会名                                                 | SP | FS | 結果 |
| 1998年11月22日-29日 | 1999年世界ジュニアフィギュアスケート選手権（ザグレブ） | 16 | 16 | 17   |
| 1998年10月20日-25日 | ISUジュニアグランプリ 中国（北京）                     | 1  | 1  | 1    |
| 1998年9月17日-20日  | ISUジュニアグランプリ ソフィア杯（ソフィア）           | 8  | 8  | 6    |

## プログラム
| シーズン  | SP | FS | EX                                                                                        |
| --------- | --- | --- | ----------------------------------------------------------------------------------------- |
| 2006-2007 | Love Dance （シルク・ドゥ・ソレイユ Kà より） 振付：ローリー・ニコル春の海 作曲：宮城道雄 振付：ローリー・ニコル | 映画『レッド・バイオリン』サウンドトラック 作曲：ジョン・コリリアーノ 振付：ローリー・ニコル                                                                      | Because We Believe ボーカル：アンドレア・ボチェッリスパニッシュ・ダンス by Mela Tenenbaum |
| 2005-2006 | ワルツ 映画『ボヴァリー夫人』より 作曲：ロージャ・ミクローシュ 振付：ジョゼ・シュイナール                        | 平和の王国 演奏：ZADE 振付：ニコライ・モロゾフ道 映画『道』サウンドトラックより 作曲：ニーノ・ロータ 振付：ジョゼ・シュイナール                                   | ハートバーン ボーカル：アリシア・キーズ 振付：ジョゼ・シュイナール                        |
| 2004-2005 | 自由 演奏：女子十二楽坊 振付：オードリー・ウェイシガー                                                           | ピアノ協奏曲「メモ・フローラ」、「白い風景」より「III.雪消」 作曲：吉松隆 振付：クリス・コンテ                                                                    | 2000 Watts ボーカル：マイケル・ジャクソン 振付：ルス・ランセル                            |
| 2003-2004 | 3つの前奏曲 作曲：ジョージ・ガーシュウィン 振付：樋口美穂子                                                      | God Moving Over The Face Of The Waters 作曲：モービー 振付：リー＝アン・ミラー、樋口美穂子                                                                        | ハレム ボーカル：サラ・ブライトマン 振付：樋口美穂子                                      |
| 2002-2003 | ラヴ・イン・スローモーション 演奏：The Planets 振付：デヴィッド・ウィルソン                                      | チェロ協奏曲 作曲：ドヴォルザーク 学生王子のセレナーデ 作曲：シグマンド・ロンバーグ チェロ協奏曲第2番 作曲：カミーユ・サン＝サーンス 振付：デヴィッド・ウィルソン | シーサイド・ランデブー ボーカル：クイーン                                                 |
| 2001-2002 | ドラムボーン 演奏：ブルーマン 振付：リー＝アン・ミラー                                                           | 志願兵のためのファンファーレ 演奏：マーク・オコナー 振付：リー＝アン・ミラー                                                                                      | ジャスト・ウェイブ・ハロー ボーカル：シャルロット・チャーチ                               |
| 2000-2001 | Red 作曲：ジェシー・クック                                                                                       | アルツィーラ 作曲：ジュゼッペ・ヴェルディ 歌劇『ジャンニ・スキッキ』より 作曲：ジャコモ・プッチーニ ジャンヌ・ダルク                                              | -                                                                                         |

## メディア出演
- 第53回NHK紅白歌合戦（2002年12月31日、NHK総合・ラジオ第1） - ゲスト審査員